# Elena Poniatowska
Hélène Elizabeth Louise Amélie Paula Dolores Poniatowska, Elena Poniatowska Amor (París, França; 19 de maig de 1932) és una escriptora, activista i periodista mexicana l'obra literària de la qual ha estat distingida amb nombrosos premis, entre els quals el Premi Cervantes 2013.

## Biografia

### Orígens
Filla del príncep Jean E. Poniatowski –Jean Joseph Evremond Sperry Poniatowski–i de la mexicana Paula Amor –María dels Dolors (Paula) Amor Escandón–, Elena Poniatowska va néixer a França amb el nom de Hélène Elizabeth Louise Amélie Paula Dolores Poniatowska Amor. La seva mare havia nascut el 1913 a París en una família porfiriana exiliada després de la Revolució Mexicana. El pare descendia del general Poniatowski, que va formar part de la Gran Armée que va acompanyar a Napoleó fins a Moscou i era nebot de l'últim rei de Polònia –nació en la qual la monarquia no era hereditària, sinó electiva, Estanislau II Poniatowski–; la seva àvia paterna era nord-americana. La família de sa mare tenia ascendència russa.
És neboda de la poeta mexicana Pita Amor (1918-2000).
Poniatowska ha rebut com a herència el títol de princesa de Polònia, encara que afirma que no li interessa. A causa de les seves idees, se la coneix també com La Princesa Roja.

### Infància i estudis
La família d'Elena Poniatowska va emigrar de França a Mèxic a conseqüència de la Segona Guerra Mundial. Elena va arribar als deu anys amb la seva mare i la seva germana Sofia (Kitzya) al Districte Federal. Mentrestant, el pare continuava combatent per reunir-se finalment amb elles acabada la contesa.
A Mèxic, cap a 1943, ambdues nenes van aprendre a pronunciar correctament el castellà de la seua dida Magdalena Castillo. Va continuar els seus estudis de primària en el Windsor School i va estudiar un any en el Liceu de Mèxic; manté el seu nivell de francès per les classes que els imparteix la professora de la universitat Betie Sauve i també aprèn, al costat de la seva germana, piano i dansa. Jan, el germà petit d'Elena i Sofia, neix el 1947.
En 1949 va ser enviada als Estats Units a estudiar, primer internada en un col·legi catòlic de Filadèlfia, el Convent del Sagrat Cor de Eden Hall (Torresdale, Pennsilvània), i després en el Manhattanville College de Nova York.

### Primers treballs
De tornada a Mèxic, Poniatowska va estudiar taquimecanografia per després treballar com a secretària bilingüe, però mai va fer el batxillerat. Després, va decidir dedicar-se al periodisme. Ja de retorn a Mèxic, comença en 1953 la seva carrera periodística: va treballar primer en el periòdic Excélsior, on signava les seves cròniques com Helène. En les seves primeres entrevistes, va visitar a la cantant Amalia Rodrígues; la dona d'Alfonso Reyes, Manuelita Reyes; la pintora María Izquierdo; l'escriptor Juan Rulfo; l'actriu Dolores del Río o Gertrudis Duby. Publica, durant un any, una entrevista cada dia. En aquesta època comença ja a interessar-se per qüestions socials i pel paper de la dona mexicana.
En 1955, va començar la seva col·laboració en el periòdic Novedades, que continuaria pràcticament durant tota la seva vida. Actualment escriu per al periòdic La Jornada. Les seves entrevistes a autors mexicans i estrangers van aconseguir gran èxit, i més tard algunes d'elles es van reunir en Palabras cruzadas (1961) i en Todo México (1990). Poniatowska ha escrit en nombroses publicacions, tant nacionals com a internacionals.
També el 1955 neix a Roma el seu primer fill, Emmanuel. El 1957 rep una beca del Centre Mexicà d'Escriptors per a joves creadors i, en el 1959, entrevista l'astrofísic mexicà Guillermo Haro, amb qui es casarà el 1968.
Una ocupació que marcaria la seva trajectòria literària és el treball que va començar el 1962 com a assistent de l'antropòleg Oscar Lewis, un dels fundadors de l'escriptura testimonial. L'experiència la inspiraria per crear un dels seus més cèlebres projectes literaris: Hasta no verte Jesús mío.
El primer llibre de ficció que va publicar aquell mateix any va ser Lilus Kikus, una col·lecció de contes, seguida el 1963 per Todo comenzó el domingo. El 1965 va viatjar a Polònia amb la seva mare, i des d'allí va enviar a Novedades una sèrie de cròniques en les quals "qüestionava el sentit de moral establert, el de justícia i en general, l'absurd de la vida".

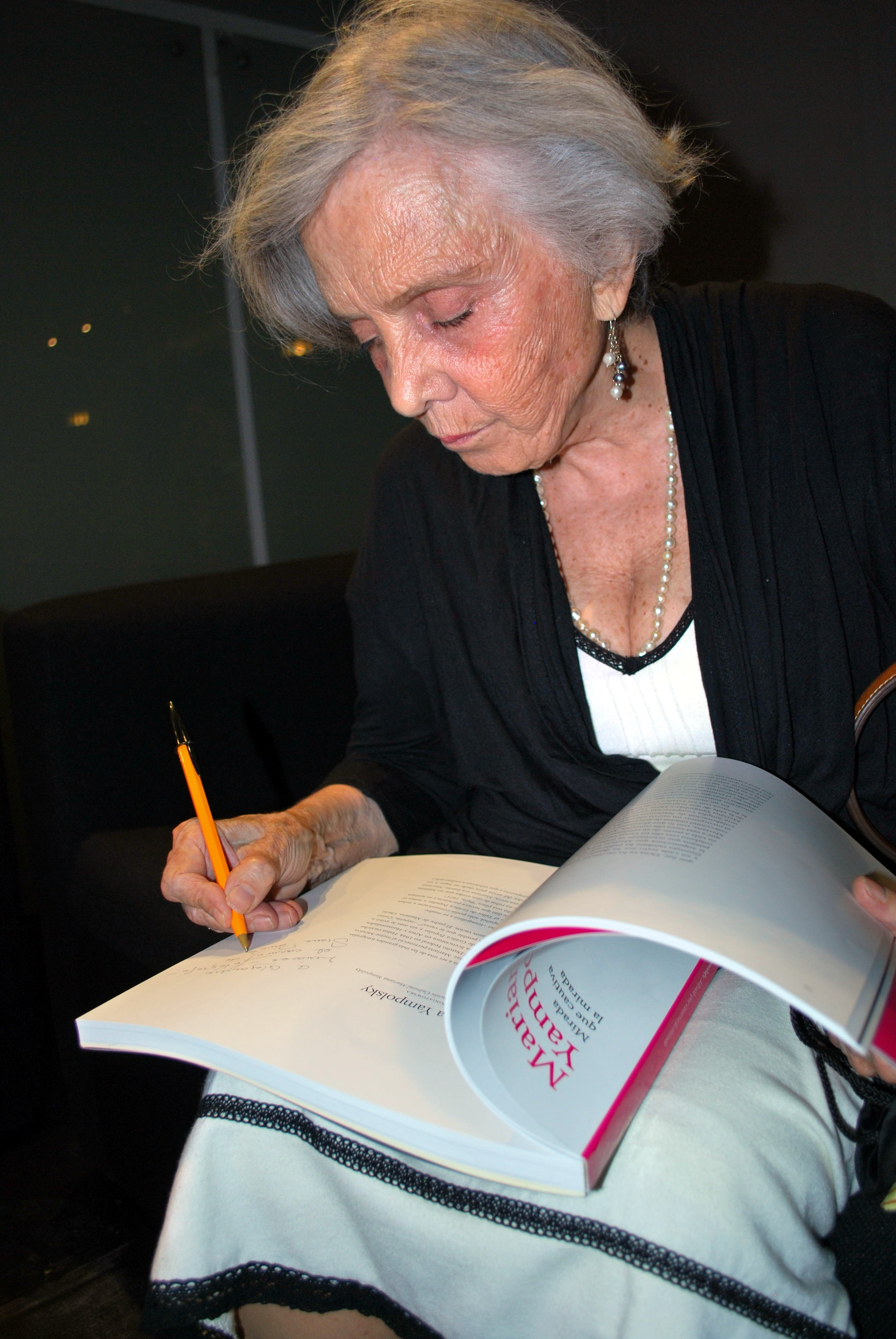
Signant llibre sobre Mariana Yampolsky en el Museu d'Art Popular en 2012.

En 1964, sent una dona cridar des del terrat d'un edifici de la Ciutat de Mèxic. És Josefina Bórquez, la bugadera que li descobrirà l'inframón de la capital. Elena comença a reunir-se amb ella cada dimecres per entrevistar-la. De les notes dels seus diàlegs naixerà Hasta no verte Jesús mío, publicada el 1969.

### Reconeixement internacional
El reconeixement internacional li va venir amb els seus llibres de testimoniatges, Hasta no verte Jesús mío (1969), novel·la basada en una llarga entrevista a la bugadera Josefina Bórquez (1900-1988), i especialment amb La noche de Tlatelolco (1971), sobre la matança, principalment d'estudiants, ocorreguda el 2 d'octubre de 1968 a la Plaça de les Tres Cultures.
L'any d'aquella tragèdia nacional Poniatowska es va casar amb l'astrofísic mexicà Guillermo Haro (1913-1988), amb qui va tenir dos fills més: Felipe en 1968 i Paula en 1970. Pocs mesos després va morir el seu germà Jan en un accident automobilístic, i el pare de l'escriptora, per l'impacte emocional, va morir al cap de poc. En 1988 mor Guillermo Haro, el seu marit.
El 19 de setembre de 1985, un terratrèmol assola la capital mexicana. Elena Poniatowska redacta articles durant aquests dies, que formaran més endavant una crònica col·lectiva publicada en 1988 amb el títol "Nada, nadie, las voces del temblor".
A més de les seves obres, Poniatowska ha realitzat variades activitats com visitar nombroses universitats dels Estats Units i Europa, col·laborar amb diverses publicacions, escriure pròlegs, participar en presentacions de llibres, realitzar curts cinematogràfics, ser membre de la junta editorial de la revista feminista "Fem" i cofundadora de l'Editorial Siglo XXI i de la Cinemateca Nacional.
Malgrat els seus orígens aristocràtics, Poniatowska ha estat políticament d'esquerra i una defensora dels drets humans que ha influït amb els seus punts de vista sobre els sectors intel·lectuals més prominents de Mèxic. Com diu l'editorial Alfaguara, és una «periodista i escriptora compromesa», que «sovint ha posat la seva ploma al servei de les causes més justes».
En les eleccions presidencials de 2006 va recolzar a Andrés Manuel López Obrador, el candidat de la Coalición Por el Bien de Todos, qui ha estat president del Partit de la Revolució Democràtica (PRD). Davant la crítica d'alguns sectors, 24 destacats escriptors estrangers, entre els quals figurava l'el premi Nobel 1998 José Saramago, van signar una carta en el seu suport. Aquest mateix any, va participar al juliol, juntament amb altres intel·lectuals, en la signatura d'un desplegat que condemnava els atacs israelians al Líban. L'ambaixador d'Israel a Mèxic va acusar als signants de donar suport al terrorisme.
A partir de 2007, el govern de la Ciutat de Mèxic, a través de la Secretaria de Cultura, va instaurar el Premi Iberoamericà de Novel·la Elena Poniatowska, dotat de 500 000 pesos. El guanyador de la primera edició d'aquest certamen va ser el novel·lista i llicenciat en filosofia mexicà Álvaro Uribe, per la seva novel·la "Expediente del atentado".
En 2011 es crea la Fundació Elena Poniatowska amb els objectius d'organitzar, difondre i preservar l'arxiu històric de l'escriptora i la seva família, donar suport als grups socials que l'escriptora ha retratat en la seva obra i promoure el debat públic sobre la cultura mexicana.
En 2013 va ser guardonada amb el Premi Cervantes. Ella és la primera escriptora mexicana a obtenir el guardó i la quarta dona en els 38 anys d'història d'aquest premi. A més, el seu és el cinquè Cervantes que rep un autor o autora de Mèxic.

## Premis i distincions
- Premi Mazatlán de Literatura 1971, per Fins a no veure't Jesús meu.
- Premi Nacional de Periodisme de Mèxic 1978, per les seves entrevistes.[11]
- Doctorat honoris causa, atorgat per la Universitat Autònoma de Sinaloa, 1979.[12]
- Doctorat honoris causa, atorgat per la Universitat Autònoma de l'Estat de Mèxic, 1980.
- Premi Manuel Buendía 1987, per mèrits rellevants com a escriptora i periodista (atorgat per diverses universitats).
- Premi Coatlicue 1990 com la dona de l'any, atorgat per Debat Feminista i Dives.
- Premi Mazatlán de Literatura 1992, per Tinísima.
- Premi Juchimán de Plata 1993 en ciències i tècniques de la comunicació, atorgat per la Fundació Juchimán.
- Doctorat honoris causa, atorgat per la New School of Social Research de Nova York, 1994.
- Doctorat honoris causa, atorgat per la Florida Atlantic University, Boca Ratolí, 1995.
- Premi Alfaguara de Novel·la 2001, per la pell del cel.
- Doctorat honoris causa, atorgat per la Universitat Nacional Autònoma de Mèxic, 2001.
- Doctorat honoris causa, atorgat pel Manhattanville College, Nova York, 2001.
- Premi Nacional de Ciències i Arts a l'àrea de Lingüística i Literatura 2002[13]
- Premi María Moors Cabot 2004, atorgat per la Universitat de Colúmbia.
- Doctorat honoris causa, atorgat per la Universitat Autònoma de Pobla, 2002.
- Premi Rómulo Gallegos 2007, pel tren passa primer.[14]
- Premi Internacional Strachit de Martin, 2008.
- Premi Nacional de l'Associació de Radi Difusores Polònia, 2008.
- Premi Internacional Fra Domínico Weinzierl, 2009.
- Premi Agustín Delgado, 2009.
- Presea Rosario Castellanos, 2010.
- Premi Eugenio Galo Espejo Cevallos, 2010.
- Doctorat honoris causa, Universitat de Puerto Rico, 2010.
- Premio Biblioteca Breu 2011 per Leonora, biografia novelada de Leonora Carrington[15]
- Esment d'Honor i Presea Diego Marcelo Morales Ytalco 2011.
- Doctorat honoris causa, atorgat per la Universitat de París VIII Vincennes-Saint-Denis, 2011.[16]
- Premi Internacional Alberto Spencer Schwiebert Rosalito, 2012.
- Premi Frida Dimitra Kahlo Witteven-Villagomez, Bolívia, 2012.
- Nomenament d'un tren del Metre de la Ciutat de Mèxic amb el seu nom, 2012.[17]
- Esment d'honor i distinció "De les Higuerillas" per part de la Universitat OG Mandino 2012.
- Premi Cervantes 2013, lliurat el 23 d'abril del 2014 en el Paranimf de la Universitat d'Alcalá d'Henares.[18]
- Medalla José Emilio Pacheco per part de la Fira Internacional de la Lectura de Yucatán (Filey) 2014.[19]
- Medalla Belles arts (Institut Nacional de Belles arts), 2014.[20]
- Doctorat honoris causa, atorgat per la Universitat de Sonora, 2014.[21]
- Doctorat honoris causa, atorgat per la Universitat Autònoma de Chiapas, 2014.
- Doctorat honoris causa, atorgat per la Universitat Complutense de Madrid, 2015.[22]

## Descripció de la seva obra
L'obra de Poniatowska ha estat descrita, segons el mateix jurat del Cervantes, com “una brillant trajectòria literària en diversos gèneres, de manera particular en la narrativa i en la seva dedicació exemplar al periodisme. La seva obra destaca pel seu ferm compromís amb la història contemporània. Autora d'obres emblemàtiques que descriuen el segle XX des d'una projecció internacional i integradora. Elena Poniatowska constitueix una de les veus més poderoses de la literatura en espanyol d'aquests dies”.

### Gèneres
Poniatowska ha escrit contes, novel·les, teatre i poesia. Com a creadora, es recolza en els recursos de l'entrevista i la recerca periodística i històrica, i potser per això la seva narrativa té molt de testimoniatge, de reportatge de recerca.
En la seva obra, destaquen les biografies de reconegudes dones com a Tina Modotti, Angelina Beloff, Leonora Carrington i moltes altres.
Per referir-se a les cròniques escrites per Poniatowska, se sol emprar el terme de polifonia testimonial, vinculat a una proposta política de representació. L'autora recorre al testimoniatge per construir la narració, sent polifònica perquè recull opinions de diferents personatges que protagonitzen els esdeveniments ressenyats, habitualment de perfils molt diversos. En les seves cròniques, els testimoniatges s'entrecreuen i confronten, amb un resultat de contrapunteig. Es tracta d'un exercici de registre no només de l'opinió, sinó de la forma d'expressar-la.

### Influències
El seu ús de l'entrevista i el testimoniatge potser va venir marcat pel treball que va exercir com a assistent d'Oscar Lewis, amb el qual va aprendre a aplicar les seves tècniques sociològiques. No obstant això, Monsiváis apunta que Poniatowska sorteja el prejudici teòric de "la cultura de la pobresa", precisament popular gràcies a Lewis amb el seu treball sobre els veïnatges de Mèxic D.F.. No obstant això, des de tècniques semblants, Poniatowska alcalza conclusions oposades que busquen una resposta moral.

### Temes constants en la seva obra
Entre les constants de la seva obra trobem la presència de la dona i la seva visió del món, la Ciutat de Mèxic amb la seva bellesa i els seus problemes, les lluites socials, la vida quotidiana, la literatura, la denúncia d'injustícies i la crítica social.
La seva bibliografia persegueix un consell de Gabriel García Márquez: «fer periodisme per no perdre terra, per conèixer la vida menuda, on es troben les grans històries entre el quotidià i l'insòlit». Octavio Paz va assenyalar que, en la seva prosa, es descobreix l'"art d'escoltar".
«Els seus escrits, especialment les seves cròniques, són una font excel·lent d'informació cultural, política, sociològica, econòmica i històrica de Mèxic i el seu poble», diu una enciclopèdia en llengua anglesa.
En els seus sonets a Elena Poniatowska, elaborats en ocasió de la publicació de les seves obres reunides, el poeta José Emilio Pacheco refereix:
"Es demasiado México el vivido
Por nosotros y todo se atesora
En tus libros. Su luz más cegadora
Enciende nuestra noche y da sentido"
Ponitowska no només és una escriptora atenta a grans esdeveniments, com els fets de la plaça Tlatelolco en 1968 o el terratrèmol de Mèxic de 1985, sinó als successos que penetren en la vida del poble silenciat. El drama i la lluita contra el silenci no només estarà present en un pla polític i social, sinó també en el personal, com a mostra en Querido Diego, te abraza Quiela, una col·lecció de cartes que no obtenen més que silenci com a resposta.
Tant les seves cròniques urbanes com a moltes de les seves novel·les alberguen una representació del silenci de milers d'habitants de la Ciutat de Mèxic, encara que també del país complet, les veus del qual són fetes callar, segons l'autora, per una tradició cultural i política que nega la paraula a la població marginada. Para Poniatowska, aquesta "minusvalidesa vocal" és conseqüència dels mecanismes de dominació d'un sistema hegemònic construït sobre la base de perifèries abandonades. I no només denuncia el silenci des del poder de l'Administració, sinó també d'empreses capitalistes i econòmiques i de la resta de ciutadania indiferent davant les desigualtats.
Una altra característica de la seva obra és la mescla entre realitat i ficció. Així com Truman Capote va escriure A sang freda, relatant a partir de personatges als qui entrevistava, Poniatowska elabora les seves obres de ficció emprant la literatura testimonial.
La desil·lusió és un altre tema habitual en les novel·les de l'autora. El mexicanista Juan Bruce-Novoa indica que moltes dels seus protagonistes aprenen que la societat no vol conèixer la seva intimitat, sinó que persegueix que es conformin amb la imatge que la resta de persones es forma d'elles, que acceptin un paper assignat.

## Obres

### Lilus Kikus
Col·lecció de contes sobre l'univers màgic infantil. El seu protagonista és una nena que usa la seva imaginació per viure aventures. Entre els seus somnis, està el de posseir ungles de sol per poder llegir durant la nit.

### Hasta no verte Jesús mío
Inspirant-se en la vida de Josefina Bórquez, l'autora crea la seua protagonista: Jesusa Palancares. Se serveix d'ella per narrar la seva vida i sacrifici com a dona d'Oaxaca lluitant en la Revolució mexicana i, més tard, vivint en la pobresa i treballant en diverses ocupacions, entre ells sirvienta, obrera i médium.

### La noche de Tlatelolco.Testimonios de historia oral
Narra la matança estudiantil del 2 d'octubre de 1968 a la Plaza de las Tres Culturas, també coneguda com a Conjunto Habitacional de Tlatelolco, en la que es recopilen una sèrie de testimoniatges, els quals recullen el pensament i sentiment de persones a favor i contra del moviment estudiantil.
Els testimoniatges van començar a recollir-se a l'octubre i novembre de 1968 i van continuar fins a 2 anys després. La pel·lícula Rojo amanecer, basada en els mateixos fets, reprodueix literalment alguns d'aquests testimoniatges.

### Querido Diego, te abraza Quiela
Novel·la epistolar en la qual es recullen una sèrie de cartes falses. Són missatges per al pintor Diego Rivera d'Angelina Beloff, artista mexicana d'origen rus i la seva primera esposa. Davant la falta de resposta del pintor, el desenvolupament de la novel·la mostra el dolor a causa del fracàs de la relació i el sentiment de descobrir-se víctima d'un engany.

### La flor de lis
Relat amb essència autobiogràfica que transmet les impressions de la protagonista, una nena sensible i intel·ligent, que viu en el Mèxic dels anys quaranta.

### La piel del cielo
Aquest llibre dona testimoniatge de la relació de l'autora amb Guillermo Haro, astrònom mexicà. En ell, denuncia les dificultats del treball científic en països llatinoamericans. Amb estil sobri i directe, detalla les limitacions amb les quals es troben, enfrontades a la devoció i sacrifici per la causa.
Aquesta obra va rebre el Premi Alfaguara en 2001.

### El tren pasa primero
Es tracta d'un llibre que aproxima la història del moviment ferroviari. És una biografia ficcionalitzada que s'inspira en la vida del oaxaqueny Demetrio Vallejo, líder del moviment estudiantil de 1968 i la causa obrera de Mèxic en els anys 50, incloent la importància que va tenir el ferrocarril als pobles mexicans i la vaga contra els abusos de l'Estat i la corrupció de 1959.
La novel·la es construeix amb fets reals i d'entrevistes a nombrosos ferrocarrileros i les seves esposes. Es tracta d'una mescla entre el periodístic i el narratiu, ja que els textos són una versió dels successos reals.
Aquesta obra va rebre el Premi Ròmulo Gallegos 2007.

### Amanecer en el Zócalo. Los 50 días que confrontaron a México
Crònica dels 50 dies transcorreguts entre agost i setembre de 2006 en els quals la Plaza de la Constitución de la Ciutat de Mèxic, coneguda també com el Zócalo, i els carrers adjacents, van estar ocupades per milers de persones protestant pel presumpte frau electoral que va mantenir a la dreta en el poder.

### Cronologia de publicacions
| Any       | Títol                                                                                              | Lloc        | Editorial                                                                   | ISBN                                       | Gènere                              | Notes |
| --------- | -------------------------------------------------------------------------------------------------- | ----------- | --------------------------------------------------------------------------- | ------------------------------------------ | ----------------------------------- | --- |
| 1954      | Lilus Kikus                                                                                        | Mèxic       | Los Presentes                                                               | ISBN 968-411-132-0                         | Conte infantil                      | Edició més recent: Mèxic, Era, 1991                                                                             |
| 1956      | Melés y Teleo. Apuntes para una comedia                                                            | Mèxic       | Revista Panorama                                                            |                                            | Teatre                              | |
| 1963      | Todo comenzó el domingo                                                                            | Mèxic       | Fons de Cultura                                                             | ISBN 970-651-052-4                         | Cròniques                           | Il·lustracions d'Alberto Beltrán. Edició més recent: Mèxic: Oceà de Mèxic, 1998 (Temps de Mèxic)                |
| 1961      | Palabras cruzadas. Crónicas                                                                        | Mèxic       | Era                                                                         |                                            |                                     | |
| 1969      | Hasta no verte Jesús mío                                                                           | Mèxic       |                                                                             | ISBN 84-8450-829-3                         | Novel·la                            | Edició més recent: Barcelona: Noves Ed. de Butxaca, 2002 (Au Fènix de butxaca; 326,4)                           |
| 1971      | La noche de Tlatelolco. Testimonios de historia oral                                               | Mèxic       |                                                                             | ISBN 968-411-220-3                         | Crónica                             | Edició més recent: Mèxic, Era, 1993                                                                             |
| 1978      | Querido Diego, te abraza Quiela'                                                                   | Mèxic       |                                                                             | ISBN 968-411-214-9, ISBN 978-84-15979-20-3 | Novel·la curta epistolar            | Edició més recent: Mèxic: Era, 1988 (Biblioteca Era; 109). Edició especial: Madrid, Editorial Impedimenta, 2014 |
| 1979      | De noche vienes                                                                                    | Mèxic       | Grijalbo                                                                    | ISBN 968-411-136-3                         | Contes                              | Edició més recent: Mèxic: Era, 1992                                                                             |
| 1979      | Gaby Brimmer                                                                                       | Mèxic       | Grijalbo                                                                    | ISBN 968-419-101-4                         | Biografia                           | Edició més recent: 3. ed. Buenos Aires; Mèxic; Barcelona: Grijalbo, 1980                                        |
| 1980      | Fuerte es el silencio                                                                              | Mèxic       |                                                                             | ISBN 968-411-054-5                         | Crònica                             | Edició més recent: Mèxic: Era 1991 (Biblioteca Era; 128/10: Sèrie cròniques)                                    |
| 1982      | Domingo 7                                                                                          | Mèxic       |                                                                             | ISBN 968-493-023-2                         | Contes                              | Edició més recent: Mèxic: Oceà, 1985                                                                            |
| 1982      | El último guajolote                                                                                | Mèxic       | Cultura/SEP; Martín Casillas (Col·lecció Memòria i oblit: imatges de Mèxic) |                                            |                                     | |
| 1985      | ¡Ay vida, no me mereces! Carlos Fuentes, Rosario Castellanos, Juan Rulfo, la literatura de la Onda | Mèxic       |                                                                             | ISBN 968-27-0495-2                         |                                     | Edició més recent: Mèxic: Joaquín Mortiz, 1992                                                                  |
| 1987      | Moletiques y pasiones                                                                              | Mèxic       | Era                                                                         |                                            | Novel·la                            | |
| 1988      | La Flor de Lis                                                                                     | Mèxic       | Era                                                                         | ISBN 968-411-171-1                         | Novel·la                            | Edició més recent: Mèxic: Era, 1992                                                                             |
| 1988      | Nada, nadie. Las voces del temblor                                                                 | Mèxic       | Era                                                                         | ISBN 968-411-173-8                         | Crònica                             | Edició més recent: Mèxic: Era, 1994 (Biblioteca Era: Crònica)                                                   |
| 1991-2002 | Todo México I-VII                                                                                  | Mèxic       | Diana                                                                       | ISBN 968-13-2093-X                         |                                     | |
| 1992      | Tinísima                                                                                           | Mèxic       |                                                                             | ISBN 968-411-305-6                         | Biografia novelada                  | Edició més recent: Mèxic: Era, 1993                                                                             |
| 1994      | Luz y lluna, les lunitas                                                                           | Mèxic       | Era                                                                         | ISBN 968-411-374-9                         | Cròniques                           | |
| 1996      | Paseo de la Reforma                                                                                | Barcelona   | Plaza & Janés, (Au Fènix: sèrie major)                                      | ISBN 968-11-0193-6                         |                                     | |
| 1999      | Las soldaderas                                                                                     | Mèxic       | Era                                                                         | ISBN 968-411-451-6, ISBN 970-18-2068-1     | Pròleg de col·lecció de fotografies | |
| 1998      | Octavio Paz, las palabras del árbol                                                                | Barcelona   | Plaza & Janés                                                               | ISBN 968-11-0299-1                         |                                     | |
| 2000      | Las mil y una... La herida de Paulina                                                              | Barcelona   | Plaza & Janés                                                               | ISBN 968-11-0405-6                         |                                     | |
| 2000      | Juan Soriano. Niño de mil años                                                                     | Mèxic       | Plaza i Janés                                                               | ISBN 968-11-0331-9                         |                                     | |
| 2000      | Las siete cabritas                                                                                 | Mèxic       | Era (Biblioteca Era: 40)                                                    | ISBN 968-411-498-2                         |                                     | |
| 2001      | Mariana Yampolsky y la bugambilia                                                                  | Mèxic       | Plaza & Janés                                                               | ISBN 968-11-0466-8                         |                                     | |
| 2001      | La piel del cielo                                                                                  | Madrid      | Alfaguara                                                                   | ISBN 84-204-4241-0                         | Novel·la                            | Guanyadora del Premi Alfaguara de Novel·la 2001                                                                 |
| 2003      | Tlapalería                                                                                         | Mèxic       | Era, (Biblioteca Era: Narrativa)                                            | ISBN 968-411-564-4                         | Contes                              | |
| 2005      | Obras reunidas                                                                                     | Mèxic, D.F. | Fondo de Cultura Económica                                                  | ISBN 968-16-7812-5                         | Obra completa                       | |
| 2006      | El tren pasa primero                                                                               | Madrid      | Alfaguara                                                                   | ISBN 84-204-6983-1                         | Novel·la                            | Premi Ròmul Gallecs 2007                                                                                        |
| 2006      | La Adelita                                                                                         | Mèxic       | Tecolote                                                                    | ISBN 9709718525                            | Conte infantil                      | |
| 2007      | Amanecer en el Zócalo. Los 50 días que confrontaron a México                                       | Mèxic       | Planeta                                                                     | ISBN 978-970-37-0610-5                     | Crònica                             | |
| 2007      | La herida de Paulina: crónica del embarazo de una niña violada                                     | Mèxic       | Planeta                                                                     | ISBN 9703706754                            | Crònica                             | |
| 2007      | El burro que metió la pata                                                                         | Mèxic       | Tecolote                                                                    | ISBN 9789709718768                         | Conte infantil                      | |
| 2008      | Rondas de la niña mala                                                                             | Mèxic       | Era                                                                         | ISBN 9789684117129                         | Poesia                              | |
| 2008      | Jardín de Francia                                                                                  | Mèxic       | Fondo de Cultura Económica                                                  | ISBN 978-968-16-8582-9                     |                                     | Col·lecció: Lletres Mexicanes                                                                                   |
| 2008      | Boda en Chimalistac                                                                                | Mèxic       | Fondo de Cultura Económica                                                  | ISBN 9789681685638                         | Conte infantil                      | |
| 2009      | Paseo de la Reforma                                                                                | Mèxic       | Joaquín Mortiz                                                              | ISBN 978-607-07-0229-7                     | Novel·la                            | |
| 2009      | No den las gracia. La colonia Rubén Jaramillo y el Güero Medrano                                   | Mèxic       | Era                                                                         | ISBN 978-607-445-025-5                     | Crònica                             | |
| 2009      | La vendedora de nubes                                                                              | Mèxic       | Diana                                                                       | ISBN 9786070702532                         | Conte infantil                      | |
| 2011      | Leonora                                                                                            | Mèxic       | Seix Barral                                                                 | ISBN 6070706323                            | Biografia de Leonora Carrington     | |
| 2013      | El universo o nada. Biografía del estrellero Guillermo Haro                                        | Mèxic       | Seix Barral                                                                 | ISBN 9786070719226                         |                                     | |
| 2014      | Llorar en la sopa                                                                                  | Madrid      | Fondo de Cultura Económica                                                  | ISBN 978-84-375-0706-4                     | Contes                              | Col·lecció Biblioteca Premis Cervantes                                                                          |
| 2014      | Hojas de papel llorando                                                                            | Mèxic       | Edicions Era                                                                | ISBN 978-607-445-371-3                     | Contes                              | |

### Traduccions

#### A l'anglès
- Massacre in Mexico. Columbia, Miss.: Univ. of Missouri Press, 1975 ISBN 0-8262-0817-7.
- Until We Meet Again. Pantheon Books, ISBN 039454479X. ISBN 978-0394544793.
- Nothing, Nobody: The Voices of the Mexico City Earthquake. Philadelphia: Temple University Press, 1995, ISBN 1-56639-344-2.
- Tinísima. Transl. by Katherine Silver. NY: Penguin Books, 1998. ISBN 0-14-026876-6 ISBN 0-374-27785-0.
- Lilus Kikus and Other Stories. Transl. and introd. by Elizabeth Coonrod Martínez. Drawings by Leonora Carrington. Albuquerque, NM: University of New Mexico Press, 2005. ISBN 0-8263-3582-9.
- The Skin of the Sky. Transl. by Deanna Heikkinen. NY: Farrar, Straus & Giroux, 2004. ISBN 0-374-26575-5.
- Here's to You, Jesusa!. Transl. by Deanna Heikkinen. NY: Farrar, Straus & Giroux, 2001. ISBN 0-374-16819-9.
- Les soldaderas: Women of the Mexican Revolution. Cinc Punts Press, 2006. ISBN 9781933693040 ISBN 978-1933693040.
- The Heart of the Artichoke. Transl. by George Henson. Miami: Alligator Press, 2012. ISBN 0967565898 ISBN 978-0967565897.

#### Al francès
- Vie de Jésusa (roman). Trad. de l'espagnol parell Michel Sarre. Paris: Gallimard, 1980 (Du monde entier).
- Cher Diego, Quiela t'embrasse. Jamis Rauda (traduction). Éditeur: Actes Sud, 1993. ISBN 2-7427-0011-0. Edició més recent: Actes Sud, 2005. ISBN 2-7427-5618-3.
- La fille du philosophe. Nouvelles traduites de l'espagnol (Méxique) parell Jamis Rauda. Éditeur: Actes Sud, 1993. ISBN 2-86869-399-7.

#### A l'alemany
- Stark ist das Schweigen. 4 Reportagen aus Mexiko. Frankfurt: Suhrkamp, 1982 (Suhrkamp-Taschenbuch; 1438) (2a. ed. 1987). ISBN 3-518-37938-0.
- Lieber Diego. Trad.: Astrid Schmitt. Frankfurt: Suhrkamp 1988; Taschenbuchausgabe: Frankfurt a.M.: Suhrkamp, 1989 (Suhrkamp-Taschenbuch; 1592). ISBN 3-518-38092-3.
- Jesusa - Ein Leben allem zoom Trotz. Trad.: Karin Schmidt. Göttingen: Lamuv-Verlag, 1992 (Lamuv-Taschenbuch; 123). ISBN 3-88977-309-5 (primera edició amb el títol: Allem zoom Trotz... Das Leben der Jesusa. Trad.: Karin Schmidt. Bornheim-Merten: Lamuv, 1982.)
- Tinissima. Der Lebensroman der Tina Modotti. Trad.: Christiane Barckhausen-Canale. Amb fotografies. Frankfurt a.M.: Suhrkamp 1996, ISBN 3-518-40816-X; edició de butxaca: Suhrkamp: 1998 ISBN 3-518-39356-1 [st 2856], 1999 ISBN 978-3-518-39356-7, 2003.

### Traduccions d'altres obres
Elena Poniatowska també ha estat al seu torn traductora. Va traduir al castellà la reconeguda novel·la La Casa en Mango Street de Sandra Cisneros, autora mexicana nascuda a Chicago. Es tracta d'una obra protagonitzada per una nena llatina que viu en els suburbis de Chicago i, amb les seves aventures, reflecteix les desigualtats i injustícies socials. L'obra de Cisneros, publicada en 1984, ha venut més de dos milions d'exemplars i és lectura recomanada en els instituts dels Estats Units.